# Жечпосполіта
Жечпоспо́літа (пол. Rzeczpospolita) — загальнонаціональна польська щоденна газета ліберально-консервативного спрямування.
На 2016 рік видання щоденно читало 274 000 читачів, 75% з яких мали вищу освіту і майже 87% — постійну роботу (9% — пенсіонери, майже 2% — студенти). Понад три чверті читачів були особами, що займали ключові посади на підприємствах, були фахівцями у певних сферах, представляли більшість читацької групи — директори, урядові чиновники вищого рівня, керівники, а також технічні працівники та співробітники адміністрацій. Більше половини читачів «Жечпосполитої» тоді були керівниками різних ланок.

## Історія
У роки Другої світової війни (1940–1943) нерегулярно виходило видання під назвою «Rzeczpospolita», пов'язане з однією із течій польського підпілля — Польською народною акцією незалежності.
23 липня 1944 року у Холмі вийшов перший номер «Rzeczpospolita» — органу Польського комітету національного визволення. На першій сторінці видання було надруковано указ Національної ради та маніфест PKWN. Ініціатором, а також першим головним редактором газети став діяч Польської робітничої партії Єжи Борейша. Його тексти у газеті висловлювали позицію, що збігаласяся з риторикою Кремля. Видання розкритикувало командування Армії Крайової та її рішення про ініціювання Варшавського повстання. Газета підтримувала тотальну націоналізацію та земельну реформу.
Після війни «Жечпосполіту» розпочав видавати видавничий кооператив «Czytelnik», президентом якого був Єжи Борейша. Він передав управління газетою Павлу Гофману, який незабаром змінив назву на «Rzeczpospolita. Dziennik Gospodarczy», а пізніше на «Polityczno-Gospodarczy». У 1949 році Генрик Коротинський став головним редактором, а видання приєдналося до кампанії проти католицької церкви. «Жечпосполіта» припинила виходити на початку 1951 року — частина колективу редакції перейшла до «Głos Pracy», а ряд журналістів разом з Генриком Коротинським перейшли до «Życie Warszawy».
Навесні 1981 року, на фоні активізації профспілкового руху на чолі зі «Солідарністю», на засіданні Сейму депутат Едмунд Османьчик запропонував відновити газету як «державний орган, що звітує про роботу інших органів перед народом». Головним редактором призначено Юзефа Барецького, який раніше працював у «Трибуні Люду», був членом Центрального комітету Польської об'єднаної робітничої партії та членом Сейму, а протягом року обіймав посаду речника уряду. Перший випуск нової «Жечпосполітої» вийшов у період воєнного стану 14 січня 1982 року.
Після частково вільних виборів 4 червня 1989 року та призначення прем'єр-міністром Тадеуша Мазовецького керівництво газети було змінено. «Жечпосполіта» припинила бути щоденним державним друкованим органом і стала незалежним виданням.  Новим головним редактором став Даріуш Фікус (на посаді до 1996 року), а до редакційної колегії ввійшли Мацей Лукасевич та Яцек Москва.

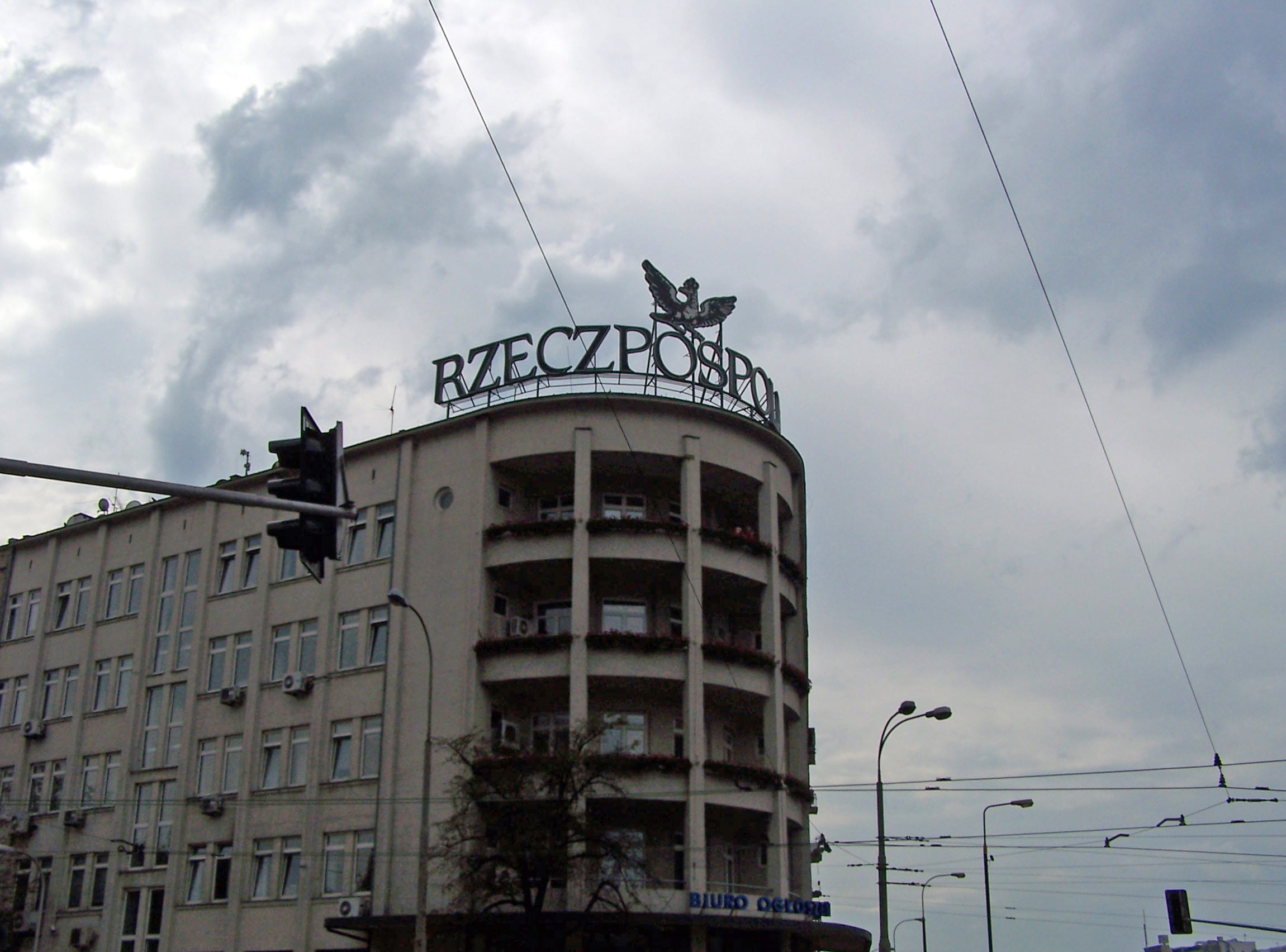
Старий офіс газети у Варшаві на площі Старинкевича

У лютому 1991 року Державна видавнича компанія «Rzeczpospolita», якою тоді керував Мацей Цегловський, перейшла до французької медіагрупи Робера Ерсана «Presse Participations Europennes» та перетворена у «Presspublica». Даріуш Фікус, тодішній головний редактор «Жечпосполітої», став першим президентом компанії-видавця. Спочатку польська частка акцій становила 51%, французька — 49%. У 1993 році Капітула імені Філіппідеса присвоїла виданню звання «Газети року».
У середині 1990-х років французька частка у власності «Presspublica» збільшилася на 2%. У 1996 році акції французького холдингу Робера Ерсана були викуплені норвезьким концерном «Orkla». Протягом наступних 10 років 51% акцій належало дочірній компанії «Orkli Press Polska — Presspublica Holding Norway», а 49% — державній видавничій компанії «Rzeczpospolita» (з 1 березня 2005 року — акціонерній компанії «Rzeczpospolita»). У жовтні 2006 року акції «Orkli Press Polska» були викуплені компанією «Mecom Poland Holdings SA», що належить британській «Mecom Group».
У жовтні 2011 року «Gremi Media», що належить польському бізнесмену Гжегожу Гайдаровичу, придбала акції у «Mecom Poland» та частку акцій, що належали «PW Rzeczpospolita» (Державна скарбниця), внаслідок чого стала власником 100% акцій видавничої компанії «Presspublica». Компанія змінила назву на «Gremi Media», а у січні 2017 року перетворена на акціонерне товариство під назвою «Gremi Media SA».
У 2020 році, в рамках святкування 100-річчя від першого випуску газети під назвою «Rzeczpospolita», «Poczta Polska» видала пам'ятну марку, а видання випустило пам'ятний номер газети.

## Видання
До 2007 року «Жечпосполіта» виходила у класичному форматі «broadsheet», який був змінений на так званий «compact» — сучасний і більш функціональний.
У 2005 році щоденник отримав нагороду «Grand Front», а в 2006 році Товариство дизайну новин присвоїло виданню звання «Найкращої газети світу». У 2013 році «Жечпосполіта» отримала чергову нагороду «Grand Front» за найкращу обкладинку.
Основне видання «Жечпосполіта» структурно поділено на чотири розділи за рубриками: основні новини («Події»), економічні («Економіка та ринок»), правові («Закон щодня») та регіональні («Життя регіонів»).
У розділі основних новин публікується серед інших інформація про поточні політичні події, події з Польщі та світу, коментарі та публіцистичні тексти, думки експертів, а також новини про культуру, науку, спосіб життя, спорт. У розділі «Закон щодня» зосереджено увагу на змінах нормативно-правових актів, а також на аналізі правової ситуації — публікуються тексти, пов'язані з трудовим законодавством, аналізи та думки експертів, галузеві комунікації. У свою чергу, «Економіка та ринок» — інформація про ринки, підприємства, фінанси, поточні біржові котирування, аналіз економічної ситуації та тенденцій у Польщі та світі, думки економістів, експертів та представників ділового світу.
Поряд із загальнонаціональним тиражем щоденника розповсюджується серія регіональних щомісячних випусків «Життя регіонів», що охоплює теми важливих інвестицій, бізнесу та освіти в регіонах, а також питання, пов'язані з місцевою політикою, спортом та культурою. «Життя регіонів» є організатором публічних дебатів, важливих для місцевих громад, а також медіапартнером значних регіональних заходів.
У суботу виходить випуск «Плюс-Мінус», вихідний номер «Жечпосполіта», що складається з цивілізаційних, літературних, моральних та метаполітичних текстів. Він містить в основному есе, доповіді та колонки, а також огляди книг, культурних та спортивних подій. У номері також публікуються інтерв'ю.

### Тематичні додатки
Передплата на видання включає спеціалізовані тематичні додатки: «Податки», «Адміністрування», «Річ про закон», «Бухгалтер-експерт», «Робота і ЗУС», «Право у бізнесі».
«Добра фірма» — щоденний додаток до основного випуску, в першу чергу адресований підприємцям із сектору малого та середнього бізнесу. У додатку обговорюються як юридичні питання, що стосуються власників бізнесу (податки, соціальне забезпечення, договори, зайнятість), так і бізнесу (питання впровадження нового виробництва та послуг, бізнесідей, доступних рішень для функціонування компанії).
У понеділок та п'ятницю виходить додаток «Нерухомість». По понеділках на сторінках випуску публікуються будівельні та житлові теми, а по п'ятницях — питання, пов'язані з ринком комерційної нерухомості.
Щовівторка разом з основним виданням публікується додаток «Жечпосполіта діджитал», що піднімає питання у галузі новітніх технологій — з особливим акцентом на їх використання у виробництві та на розробці нових галузей бізнесу.
«Мої гроші» — четверговий додаток, присвячений особистим фінансам. Розповідає, як заощадити, у що вкласти гроші, які акції придбати та де застрахувати.
По п'ятницях виходить додаток «Річ про історію», де публікуються вичерпні історичні статті та аналізи.

### Списки та рейтинги
«Жечпосполіта» регулярно публікує списки та рейтинги польських підприємств, брендів та установ, серед яких найпопулярнішими є: «Список 500», «Список 2000», «Рейтинг найдорожчих польських брендів» та «Рейтинг юридичних компаній»:
- Список 500 — рейтинг найбільших польських підприємств, класифікованих за доходами, вперше опублікований у 1999 році. Формується за зразком «Fortune 500» і на сьогодні є єдиним таким рейтингом у Польщі. Найкращі компанії зі списку отримують звання «Орлів Жечпосполітої».
- Список 2000 — рейтинг найкращих підприємств за версією видання, опублікований вперше у 2002 році. Враховує доходи, зайнятість та результати. Як доповнення публікується також рейтинг найбільших експортерів. Найкращим компаніям зі списку присвоюються звання «Good Company», «Eagle of Export» та «Export Brand».
- Рейтинг найдорожчих польських брендів містить експертну оцінку понад 300 брендів, орієнтованих на польський ринок. Крім загальної вартості активів також оцінюється вартість за окремими галузевими категоріми. Рейтинг публікується з 2003 року.
- Рейтинг юридичних компаній, що працюють на польському ринку та надають послуги корпоративним клієнтам. Юридичні фірми групуються за кількістю адвокатів та юрисконсультів, отриманих доходів та чистого прибутку, обслуговування провідних ринкових операцій та найкращих юристів у конкретних галузях права. Рейтинг публікується з 2003 року.

## Електронна версія
Інтернетсайт «Жечпосполітої» став одним з перших серед електронних версій польських ЗМІ. Електронна версія газети запущена у березні 1997 року. З листопада 2014 року працює за технологією адаптивного вебдизайну.
Сайт має 32 мільйони переглядів сторінок та 3 мільйони унікальних користувачів на місяць (дані за січень 2017 року). Rp.pl — один з найбільш відвідуваних електронних ресурсів у Польщі. У категорії «Бізнес-фінанси-право» група «Gremi» посідає шосте місце серед усіх польських сервісних груп.
На вебсайті публікуються тексти, опубліковані у паперовому виданні та створені спеціально для електронного видання.
Доступ до окремих матеріалів в електронній версії обмежений і вимагає реєстрації або оплати передплати. «Gremi Media» став першим видавцем у Польщі, який запропонував платну підписку на електронні матеріали.
11 січня 2018 року chip.pl з посиланням на сервіс «Niebezpiecznik» заявив, що вебсайт «Жечпосполітої» міг використовувати комп'ютери читачів для майнінгу криптовалют. Головний редактор у відповідь заявив, що якщо це і можливо, то це робиться без відома порталу та редакції.

### Мобільний застосунок
Мобільний застосунок «Жечпосполітої» для поєднує 5 типів контенту: друковані газети у форматі PDF, друковані газети в цифровій формі інтернетсторінок (HTML), відеоматеріали з «Rzeczpospolita.tv» (VoD), прямі трансляції «Rzeczpospolita.tv» (потокове мультимедіа) та останню інформацію від rp.pl у формі тектових новин.
Додаток доступний у Google Play та App Store, а також на вебсайті www.mobilna.rp.pl.

### Інтернет-телебачення
Відеослужба «Жечпосполітої» працює за адресою tv.rp.pl з 2009 року. У 2016 році за тією ж адресою було запущено канал цифрового мовлення «Rzeczpospolita», який нині транслює програму цілодобово та сім днів на тиждень. Регулярна програма складається з трьох щоденних програм: «RZECZoPOLITYCE», «RZECZoBIZNESIE» та «RZECZoPRAWIE», а також комерційних програм та висвітлення подій, організованих «Жечпосполітою».
Канал транслюється на «Google Hangouts». Також посилання на канал є на головній сторінці rp.pl. Усі програми доступні у формі VoD за адресою tv.rp.pl.

## Наклад
У 2016 році «Жечпосполіта» випускалася із середнім разовим накладом у близько 66 000 примірників, з яких продаж у роздріб становив близько 55 000. примірників, у 2017 році — 71 тисяча і 49 тисяч примірників відповідно, а загальний обсяг продажів зменшився на 9,8% порівняно з попереднім роком.
Середній разовий наклад (синій) та частка розповсюдження в роздріб (зелений):

### Передплата
Видання розповсюджується у друкованому та електронному форматах за передплатою. Передплата поділяється на підписки «Basic» та «Plus» для особливих постійних читачів з певними пільгами. Передплата на «Жечпосполіту» враховує ряд переваг для читача, зокрема доступ до професійних публікації, навчальних матеріалів, мультимедійних засобів, доступ до архіву. Підписку можна замовити на сайті за адресою www.prenumerata.rp.pl.
Електронне видання «Жечпосполіта» доступне напередодні о 21.00.

## Вплив на суспільну думку
«Жечпосполіта» — багаторазовий переможець рейтингу найбільш цитованих ЗМІ Польщі. У 2014 році видання визнано найбільшим інформаційним середовищем десятиліття (2004—2013).
У 2016 році газета здобула перемогу в рейтингу найсвідоміших ЗМІ Польщі, який періодично готується Інститутом моніторингу ЗМІ.

## Редакція
У редакції «Жечпосполітої» працює 150 осіб (включаючи редакційну колегію та онлайн-сервіси). Редакція розташована у Варшаві за адресою вул. Проста, 51.

### Головні редактори
- Юзеф Барецький (січень 1982 – листопад 1986)
- Януш Дурмала (листопад 1986–1989)
- Даріуш Фікус[pl] (1989 – 2 березня 1996)
- Пйотр Александрович (1996–2000)
- Мацей Лукасевич (2000–2004)
- Ґжеґож Ґауден (вересень 2004 – вересень 2006)
- Павел Лисицький (13 вересня 2006 – 27 жовтня 2011)
- Томаш Врублевський (27 жовтня 2011 – листопад 2012)[15]
- Анджей Таляга (в.о., 2012)
- Богуслав Хработа (від 2 січня 2013).